# Doctor Who (sèrie 1)
|  | Aquest article tracta sobre la sèrie de 2005. Si cerqueu la temporada de 1963-1964, vegeu «Doctor Who (temporada 1)». |

## Llista d'episodis
| Núm. d'història | Episodi | Títol                                     | Directors   | Guionistes       | Data d'estrena al Regne Unit | Data d'estrena a Catalunya |
| --- | ------- | ----------------------------------------- | ----------- | ---------------- | ---------------------------- | -------------------------- |
| 157 | 1       | Rose                                      | Keith Boak  | Russell T Davies | 26 de març de 2005           | 31 de març de 2008         |
| Rose Tyler topa amb un misteriós desconegut, anomenat el Doctor, i la seva vida ja mai no tornarà a ser el que era. De seguida s'adona que la seva mare, el seu xicot i tot el planeta Terra corren perill. L'única esperança de salvar-se es troba dins d'una caseta de policia blava d'aspecte ben peculiar...                                                                                               |         |                                           |             |                  |                              |                            |
| |         |                                           |             |                  |                              |                            |
| 158 | 2       | La fi del món The End of the World        | Euros Lyn   | Russell T Davies | 2 d'abril de 2005            | 1 d'abril de 2008          |
| El Doctor guia la Rose en el seu primer viatge a través del temps, fins a l'any cinc mil milions. El sol s'està expandint i trigarà poc a engolir la Terra. Entre les diferents espècies d'alienígenes que s'han aplegat per observar-ho des de la Plataforma 1 hi ha un assassí. Qui controla aquestes aranyes misterioses i mortals?                                                                         |         |                                           |             |                  |                              |                            |
| |         |                                           |             |                  |                              |                            |
| 159 | 3       | Els morts sense descans The Unquiet Dead  | Euros Lyn   | Mark Gatiss      | 9 d'abril de 2005            | 2 d'abril de 2008          |
| El Doctor s'endú la Rose enrere en el temps, fins al Nadal de 1869 a Gal·les. A la victoriana Cardiff, els morts deambulen i les criatures de gas van soltes. Els nostres viatgers fan pinya amb Charles Dickens per investigar el Sr. Sneed, el director de la funerària local. Podran desmuntar els plans de l'eteri Gelth?                                                                                  |         |                                           |             |                  |                              |                            |
| |         |                                           |             |                  |                              |                            |
| 160a | 4       | Àliens a Londres Aliens to London         | Keith Boak  | Russell T Davies | 16 d'abril de 2005           | 3 d'abril de 2008          |
| Aquest és el primer episodi que es divideix en dues parts. El Doctor torna la Rose a casa. Una nau espacial ha de fer un aterratge d'emergència al Tàmesi; Londres queda completament reclosa i el món està en alerta vermella. Mentre el Doctor investiga el supervivent, un àlien, la Rose descobreix que casa seva ja no és un lloc segur. Qui són els Slitheen?                                            |         |                                           |             |                  |                              |                            |
| |         |                                           |             |                  |                              |                            |
| 160b | 5       | La tercera guerra mundial World War Three | Keith Boak  | Russell T Davies | 23 d'abril de 2005           | 4 d'abril de 2008          |
| La història es reprèn al final de l'episodi 4. Downing Street anuncia la primera guerra interplanetària de la humanitat, però el perill real està molt més a prop de casa. Mentre el Doctor, la Rose i la Harriet Jones s'afanyen per desemmascarar el malvat Slitheen, la mare i el xicot de la Rose aconsegueixen la clau per a la salvació. Podran frenar els míssils?                                      |         |                                           |             |                  |                              |                            |
| |         |                                           |             |                  |                              |                            |
| 161 | 6       | Dàlek Dalek                               | Joe Ahearne | Robert Shearman  | 30 d'abril de 2005           | 7 d'abril de 2008          |
| Sota les planícies de les salines de Utah, el multimilionari i col·leccionista Henry Van Statten conserva la relíquia d'una antiga raça alienígena. En el transcurs d'una investigació, el Doctor i la Rose descobreixen que l'enemic més antic i més mortífer del Doctor està a punt de quedar en llibertat. És un combat a mort, amb la Rose atrapada al bell mig.                                           |         |                                           |             |                  |                              |                            |
| |         |                                           |             |                  |                              |                            |
| 162 | 7       | L'etern joc The Long Game                 | Brian Grant | Russell T Davies | 7 de maig de 2005            | 8 d'abril de 2008          |
| L'Adam s'adona que fer de company d'un Senyor del Temps no és tan senzill com semblava. L'última destinació del Tardis és en el futur llunyà, on el satèl·lit 5 retransmet per a tot l'imperi terrestre. Tots els qui ascendeixen al pis 500 acaben desapareixent i el Doctor sospita que algú està manipulant la humanitat. Al funest Editor no se li escapa cap ni una, però per a qui treballa en realitat? |         |                                           |             |                  |                              |                            |
| |         |                                           |             |                  |                              |                            |
| 163 | 8       | El dia del pare Father's Day              | Joe Ahearne | Paul Cornell     | 14 de maig de 2005           | 9 d'abril de 2008          |
| La Rose només era un nadó quan l'any 1987 el seu pare, Pete Tyler, morí atropellat. El Senyor del Temps la porta fins a l'any en qüestió per trobar el lloc del sinistre. Òbviament, la Rose no pot quedar-se de mans plegades veient com son pare mor i l'empeny fora de la trajectòria del cotxe que s'aproxima. Amb aquest acte, tanmateix, altera l'equilibri temporal i canvia la història.               |         |                                           |             |                  |                              |                            |
| |         |                                           |             |                  |                              |                            |
| 164a | 9       | El nen buit The Empty Child               | James Hawes | Steven Moffat    | 21 de maig de 2005           | 10 d'abril de 2008         |
| El Doctor i la Rose viatgen enrere en el temps per arribar a Londres l'any 1941, en ple bombardeig nazi. L'exèrcit custodia un cilindre misteriós mentre un ésser sobrenatural en forma de nen terroritza la canalla sense casa que viu ara en els forats deixats per les bombes. La Rose coneix el capità ben plantat Jack Harkness; que potser ha trobat un heroi encara millor que el Doctor?               |         |                                           |             |                  |                              |                            |
| |         |                                           |             |                  |                              |                            |
| 164b | 10      | El Doctor balla The Doctor Dances         | James Hawes | Steven Moffat    | 28 de maig de 2005           | 11 d'abril de 2008         |
| La plaga del nen s'estén per tot Londres durant la guerra i el seu exèrcit de zombis es posa en marxa. El Doctor i la Rose forgen una aliança amb el capità Jack, un estafador intergalàctic, però queden atrapats en un hospital abandonat. La resposta rau en el forat de les bombes, però se'ls acaba el temps...                                                                                           |         |                                           |             |                  |                              |                            |
| |         |                                           |             |                  |                              |                            |
| 165 | 11      | L'explosió final Boom Town                | Joe Ahearne | Russell T Davies | 4 de juny de 2005            | 14 d'abril de 2008         |
| El grup de Tardis agafa vacances i el Doctor se les ha de veure amb un enemic que el creia mort de feia molt temps. Aviat surt a la llum que el projecte de construir una central nuclear a Cardiff és només un muntatge per encobrir un diabòlic pla alienígena que pretén fer miques el món. El Doctor sopa amb una colla de monstres i descobreix trampes dins de trampes.                                  |         |                                           |             |                  |                              |                            |
| |         |                                           |             |                  |                              |                            |
| 166a | 12      | El llop ferotge Bad Wolf                  | Joe Ahearne | Russell T Davies | 11 de juny de 2005           | 15 d'abril de 2008         |
| El Doctor, la Rose i el capità Jack s'han de debatre entre vida i mort a bord de la Game Station, però una amenaça encara més perillosa que encara no es veu els sotja... El Doctor s'adona que la raça humana al complet ha quedat ben encegada mentre l'Armageddon s'aproxima a gran velocitat. |         |                                           |             |                  |                              |                            |
| |         |                                           |             |                  |                              |                            |
| 166b | 13      | El comiat The Parting of the Ways         | Joe Ahearne | Russell T Davies | 18 de juny de 2005           | 16 d'abril de 2008         |
| La Rose Tyler s'ha enfrontat a perills i ha vist miracles de la mà del Doctor. Ara, amb la Terra immersa en una guerra èpica, la seva amistat està en joc. Davant la massacra humana, el Doctor es veu obligat a emprendre accions terribles. Tornaran a veure's els nostres viatgers del temps? |         |                                           |             |                  |                              |                            |
| |         |                                           |             |                  |                              |                            |